# Zářecká Lhota
Zářecká Lhota – wieś i gmina (obec) w Czechach, w kraju pardubickim, w powiecie Uście nad Orlicą.
Należy do mniejszych gmin kraju Pardubice. Znajduje się niecałe 2 km od miasta Újezd u Chocně, leży wzdłuż drogi nr 315 (kierunek Choceň - Uście nad Orlicą) i składa się z trzech części. Stara część wsi ma prawie nienaruszoną oryginalną strukturę miejską (okrągły wiejski plac średniowiecznego pochodzenia - tak zwany układ promieniowy), nowa część składa się z nowych budynków wzdłuż drogi do Choceň, a trzecia część to osada Hrádníky nad rzeką Cicha Orlica.

## Historia
Pierwsza pisemna wzmianka o wsi pochodzi z XIII wieku. W zapisie historycznym z 1397 wieś jest oznaczona jako Lhota Kunšova.

## Zabytki i inne ciekawe miejsca
W centrum Zářeckiej Lhoty znajduje się kaplica z dzwonem, która została zbudowana w 1862. We wsi znajduje się gliniany dziedziniec, plac zabaw i sala wielofunkcyjna dla 60 osób.